# Soha Alqeshawi
Soha Omar Shafiq Alqeshawi (en árabe: سها عمر شفيق القيشاوي, Gaza, Palestina) es una ingeniera de sistemas palestina. En 2015, fue reconocida por la revista Arabian Business como una de "Los 100 árabes más poderosos con menos de 40 años".

## Trayectoria
Alqeshawi creció en Gaza, Palestina, en una extensa familia con ocho hermanos. Estudió en el instituto Bashir Al-Rayes donde obtuvo excelentes calificaciones. Después de acabar el instituto, Alqeshawi se mudó a Houston, en Estados Unidos, para continuar su formación como ingeniera de software. Obtuvo su licenciatura en Ciencias de Ingeniería de Sistemas Informáticos en la Universidad de Houston con las calificaciones más altas de su promoción.
Tras terminar sus estudios y su doctorado, en 2013 Alqeshawi consiguió entrar en la agencia espacial estadounidense NASA gracias a su excelencia académica. Ha participando en diversos proyectos, y es responsable de la integración y las pruebas de software y hardware para garantizar el correcto funcionamiento de la nave espacial Orión. Colaboró en el lanzamiento de la nave Artemis 1, que estaba destinada a llegar a la Luna, y para la que desarrolló el software necesario para cada pieza del transbordador, lo que hizo posible su viaje al espacio.
Alqeshawi empezó su carrera laboral como ingeniería de software en la empresa United Space Alliance, y es gerente de ingeniería de software en la empresa Lockheed Martin.

## Reconocimientos
En 2015, Arabian Business, revista de negocios propiedad de la empresa emiratí ITP Media Group, incluyó a Alqeshawi en la lista de "Los 100 árabes más poderosos con menos de 40 años".